# Ambientalista

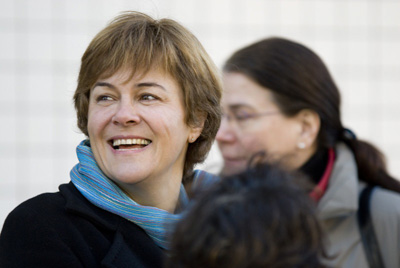
Dominique Voynet

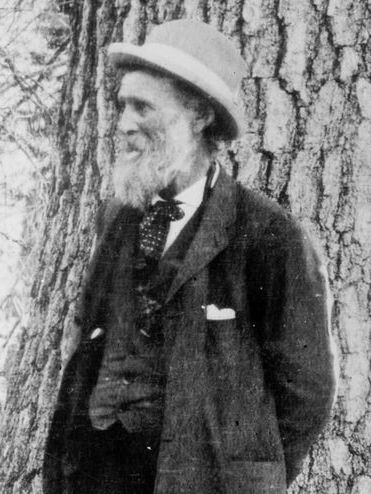
John Muir

Um ambientalista é uma pessoa que se preocupa e/ou defende a proteção do meio ambiente. Um ambientalista pode ser considerado um defensor das metas do ambientalismo, "um movimento político e ético que busca melhorar e proteger a qualidade do ambiente natural por meio de mudanças nas atividades humanas prejudiciais ao meio ambiente". Um ambientalista está envolvido ou acredita na filosofia do ecologismo ou em uma das filosofias relacionadas.
O movimento ambientalista tem várias subcomunidades, com diferentes abordagens e focos, cada uma desenvolvendo movimentos e identidades distintos. Às vezes, os críticos se referem aos ambientalistas com termos informais ou depreciativos, como "greenie" ("verdinho"), "tree-hugger" ("abraçador de árvores") ou "ecochatos", sendo que alguns membros do público associam os ambientalistas mais radicais a esses termos depreciativos.

## Tipos
O movimento ambientalista contém várias subcomunidades, que se desenvolveram com diferentes abordagens e filosofias em diferentes partes do mundo. Notavelmente, o movimento ambientalista inicial vivenciou uma profunda tensão entre as filosofias do conservacionismo e da proteção ambiental mais ampla. Nas últimas décadas, o aumento da proeminência da justiça ambiental, dos direitos indígenas e das principais crises ambientais, como a crise climática, levou ao desenvolvimento de outras identidades ambientalistas. Os ambientalistas podem ser descritos como um dos seguintes:

### Ativistas climáticos
O reconhecimento público da crise climática e o surgimento do movimento climático no início do século XXI levaram a um grupo distinto de ativistas. Movimentos como a Fridays for Future levaram a uma nova geração de jovens ativistas, como Greta Thunberg, Jamie Margolin e Vanessa Nakate, que criaram um movimento climático global de jovens.

### Conservacionistas
Uma variação notável do ambientalismo vem da filosofia do movimento conservacionista. Os conservacionistas estão preocupados em deixar o meio ambiente em um estado melhor do que aquele em que o encontraram, independentemente da interação humana. O conservacionismo está associado às primeiras fases do movimento ambientalista dos séculos XIX e XX.

### Defensores ambientais
Defensores ambientais ou defensores dos direitos humanos ambientais são indivíduos ou coletivos que protegem o meio ambiente de danos resultantes da extração de recursos, descarte de resíduos perigosos, projetos de infraestrutura, apropriação de terras ou outros perigos. Em 2019, o Conselho de Direitos Humanos da ONU reconheceu por unanimidade sua importância para a proteção ambiental. O termo "defensor ambiental" é amplamente aplicado a uma gama diversificada de grupos ambientais e líderes de diferentes culturas que empregam diferentes táticas e mantêm diferentes agendas. O uso do termo é contestado, pois homogeneíza uma gama tão ampla de grupos e campanhas, muitos dos quais não se identificam com o termo e podem não ter objetivos explícitos de proteger o meio ambiente (sendo motivados principalmente por preocupações com a justiça social).
Os defensores ambientais envolvidos em conflitos ambientais enfrentam uma ampla gama de ameaças de governos, elites locais e outros poderes que se beneficiam de projetos aos quais os defensores se opõem. A Global Witness registrou 1.922 assassinatos de defensores ambientais em 57 países entre 2002 e 2019, sendo que os indígenas representam aproximadamente um terço desse total. A documentação dessa violência é incompleta. O Relator Especial da ONU sobre direitos humanos relatou que, para cada um defensor ambiental morto, cem são intimidados, presos ou assediados de alguma forma.

### Adeptos da Política verde
A adoção do ambientalismo como uma ideologia política distinta levou ao desenvolvimento de partidos políticos chamados "partidos verdes", geralmente com uma abordagem política de esquerda para questões sobrepostas de bem-estar ambiental e social.

### Protetores da água

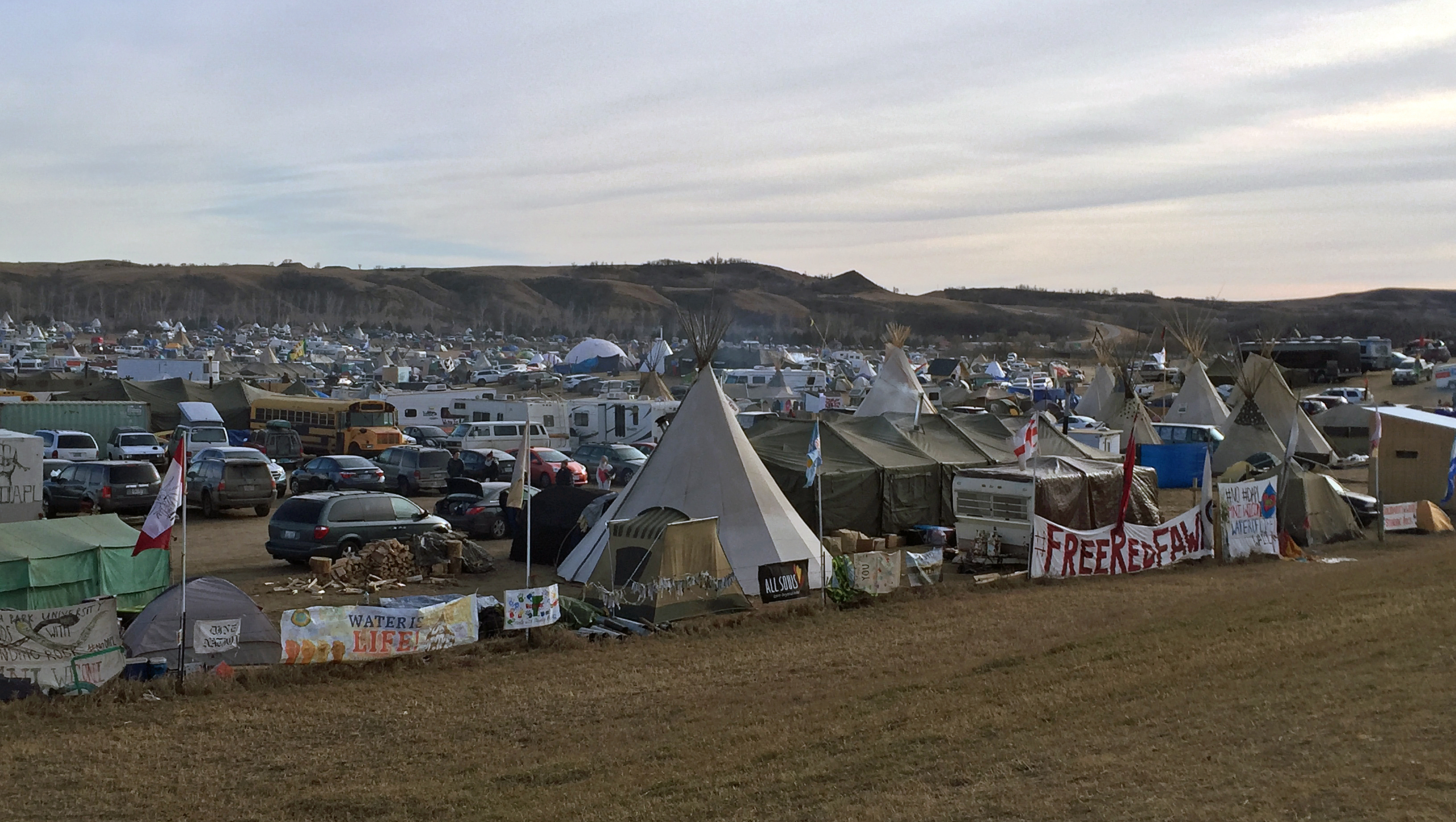
Acampamento Oceti Sakowin nos campos de protesto do oleoduto Dakota Access Pipeline em Dakota do Norte.

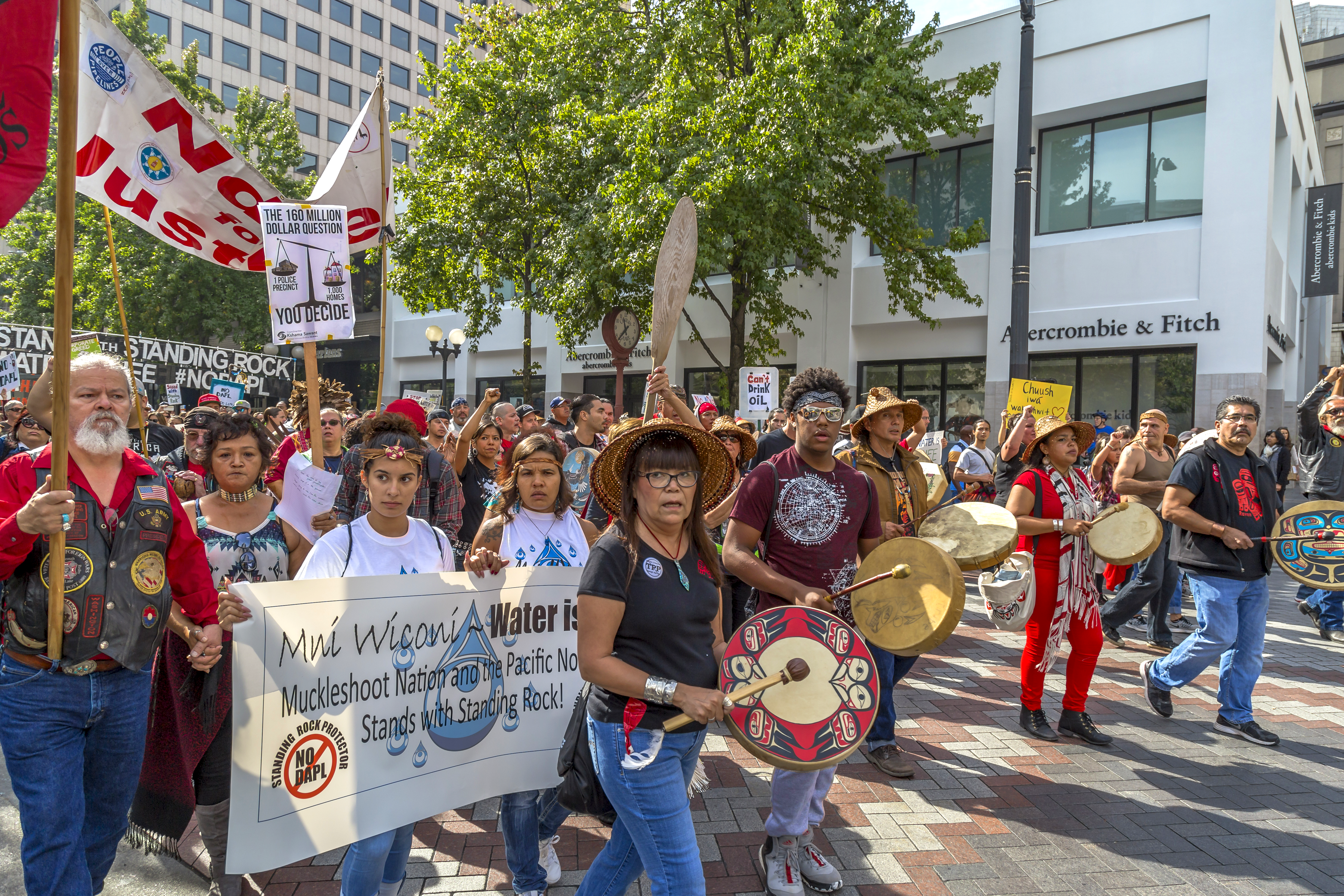
Protetores da água marcham em Seattle.

Os protetores da água são ativistas, organizadores e trabalhadores culturais focados na defesa da água e dos sistemas hídricos do mundo. O nome, a análise e o estilo de ativismo dos protetores da água surgiram dos povos nativos dos Estados Unidos durante os protestos contra a construção do oleoduto Dakota Access Pipeline na Reserva Indígena Standing Rock, que começaram com um acampamento nas terras de LaDonna Brave Bull Allard em abril de 2016.
Os protetores da água são semelhantes aos defensores da terra, mas se distinguem de outros ativistas ambientais por essa filosofia e abordagem que tem suas raízes em uma perspectiva cultural indígena que vê a água e a terra como sagradas. Essa relação com a água vai além de simplesmente ter acesso à água potável e vem das crenças de que a água é necessária para a vida e que a água é um parente e, portanto, deve ser tratada com respeito. Dessa forma, as razões para a proteção da água são mais antigas, mais holísticas e integradas em um todo cultural e espiritual maior do que na maioria das formas modernas de ativismo ambiental, que podem ser mais baseadas em ver a água e outros recursos extrativistas como mercadorias.
Historicamente, os protetores da água têm sido liderados por mulheres ou compostos por elas; dessa forma, é comparável ao movimento ecofeminista.

## Ambientalistas notáveis

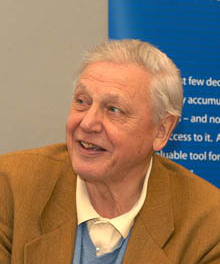
Sir David Attenborough em maio de 2003.

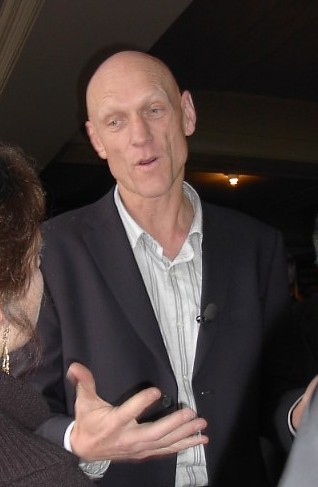
Peter Garrett em campanha para a eleição federal australiana de 2004.

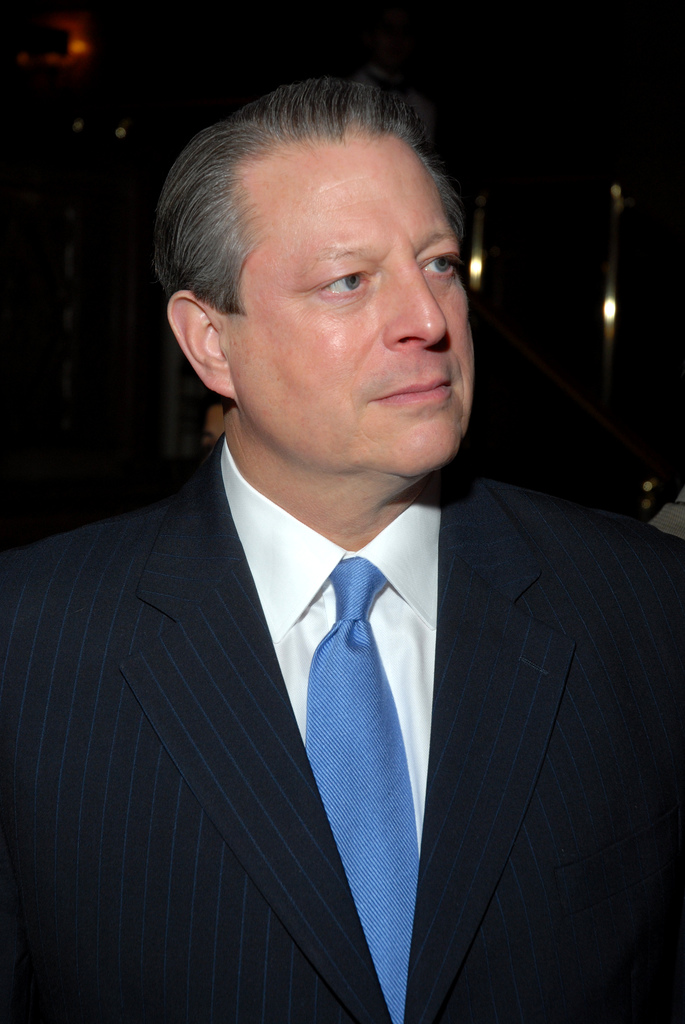
Al Gore, 2007.

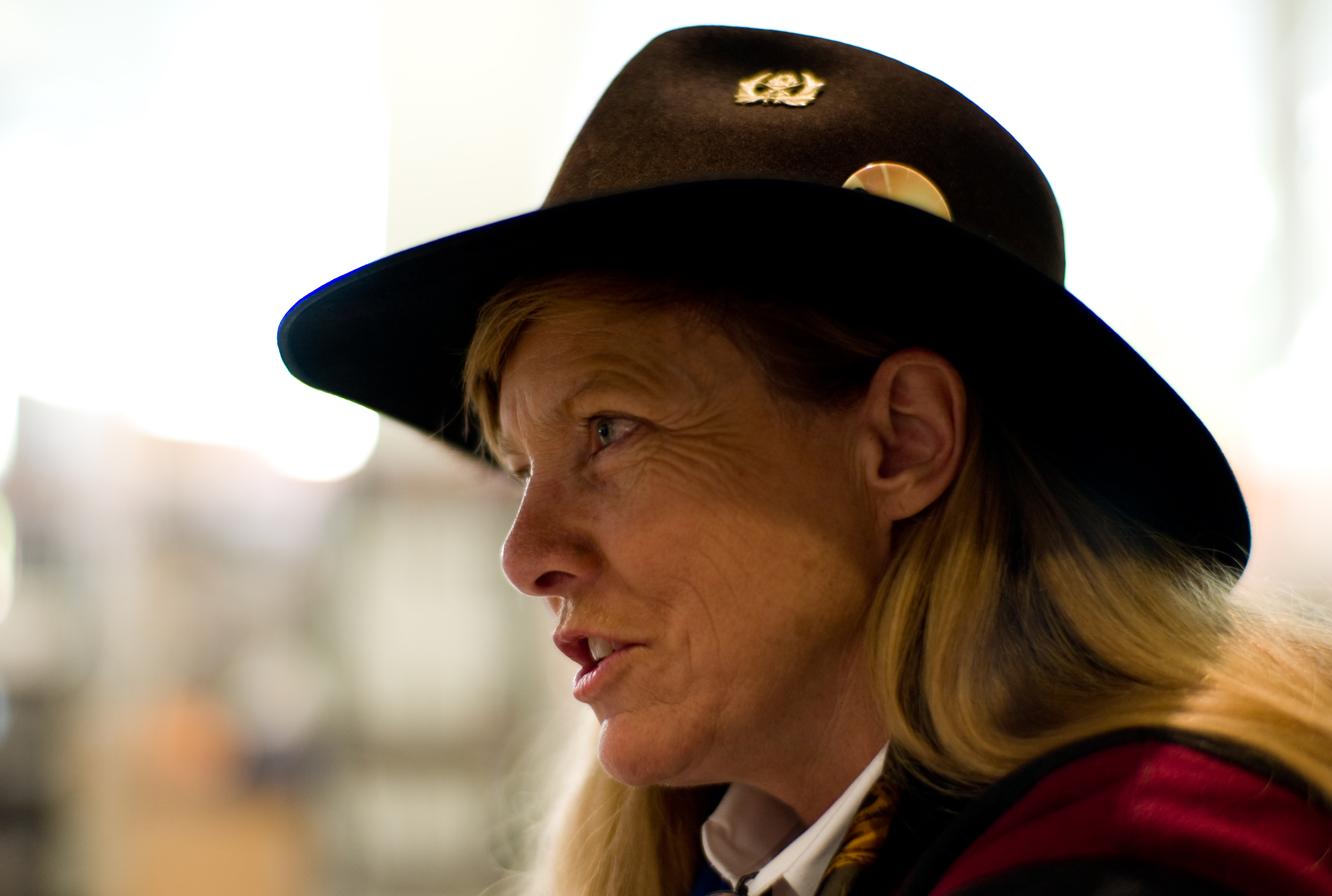
Hunter Lovins, 2007.

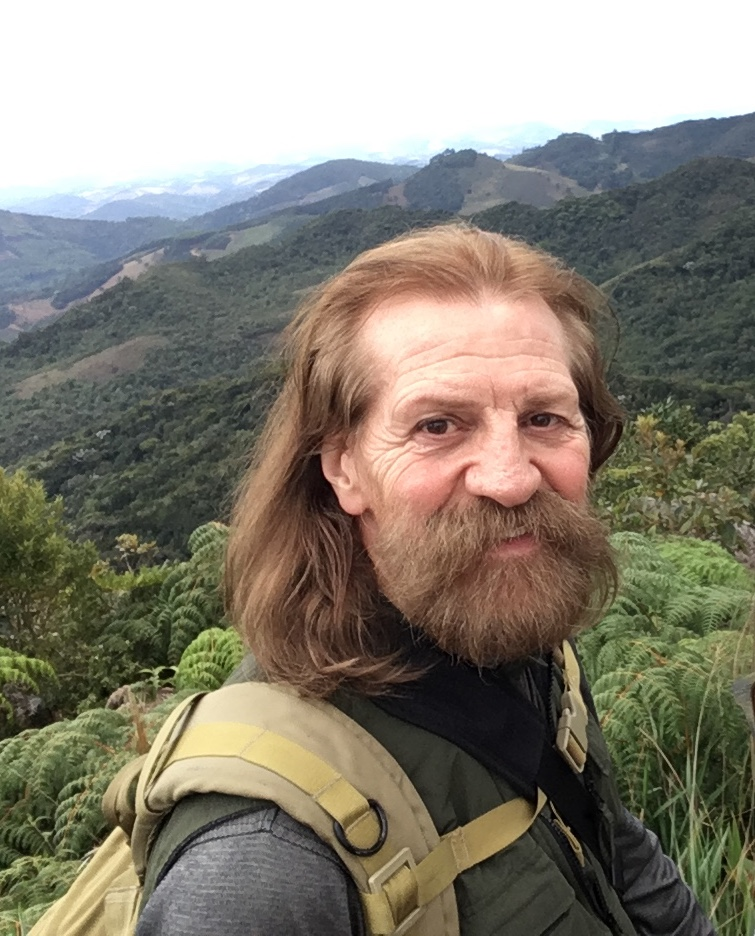
Sergio Rossetti Morosini, 2017.

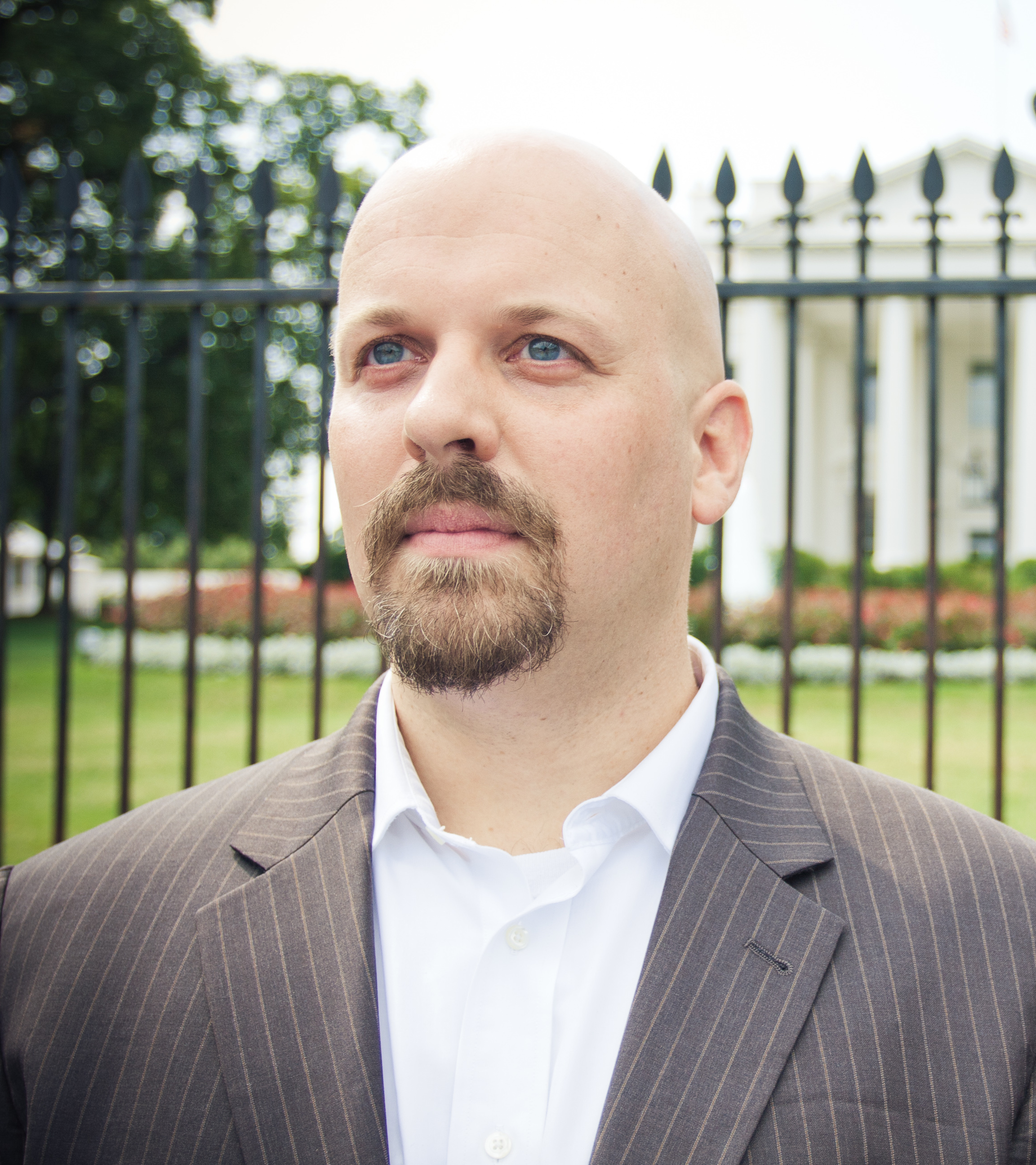
Phil Radford, 2011.

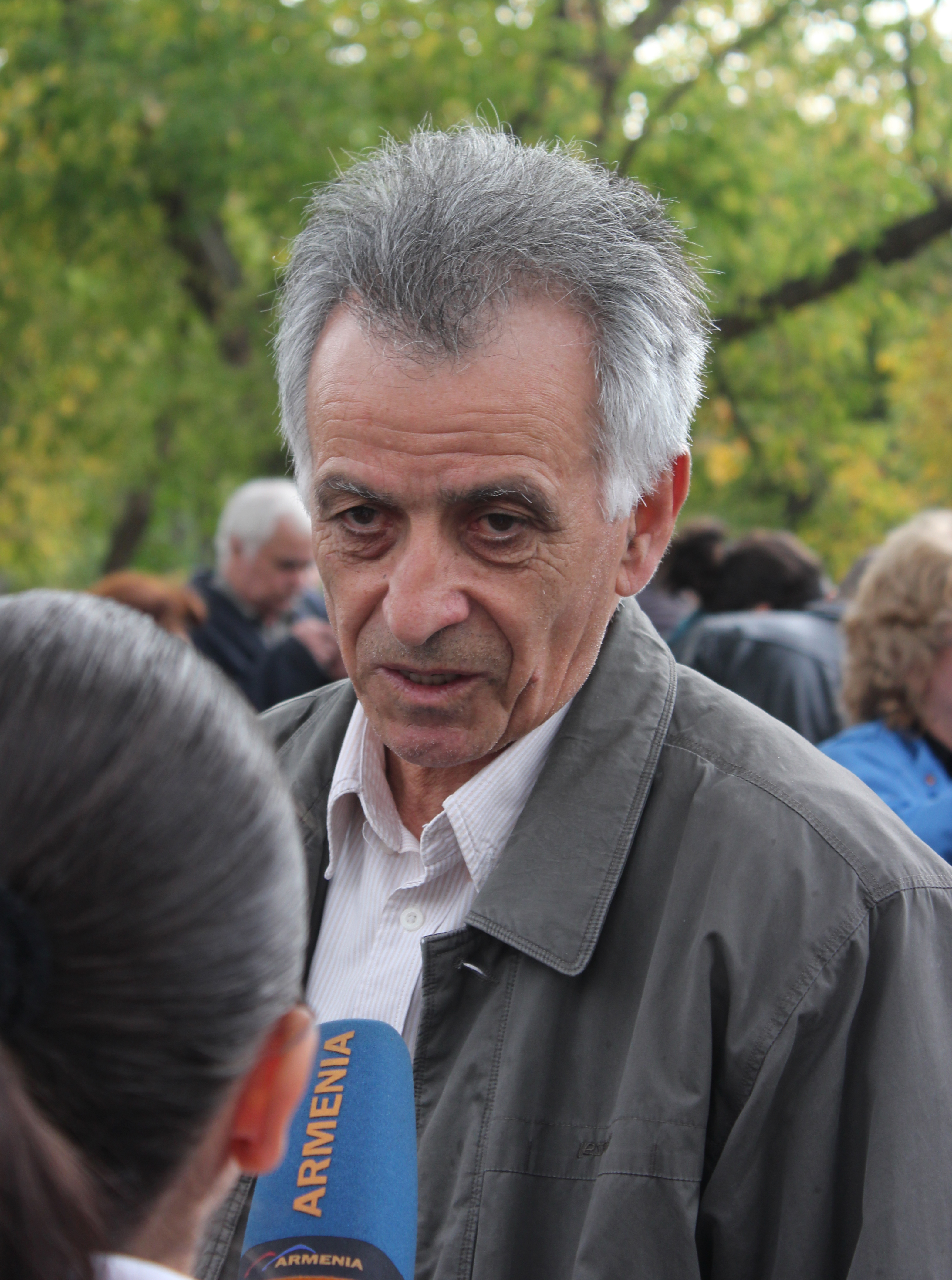
Hakob Sanasaryan fazendo campanha contra a construção ilegal de uma nova instalação de processamento de minério em Sotk, 2011.

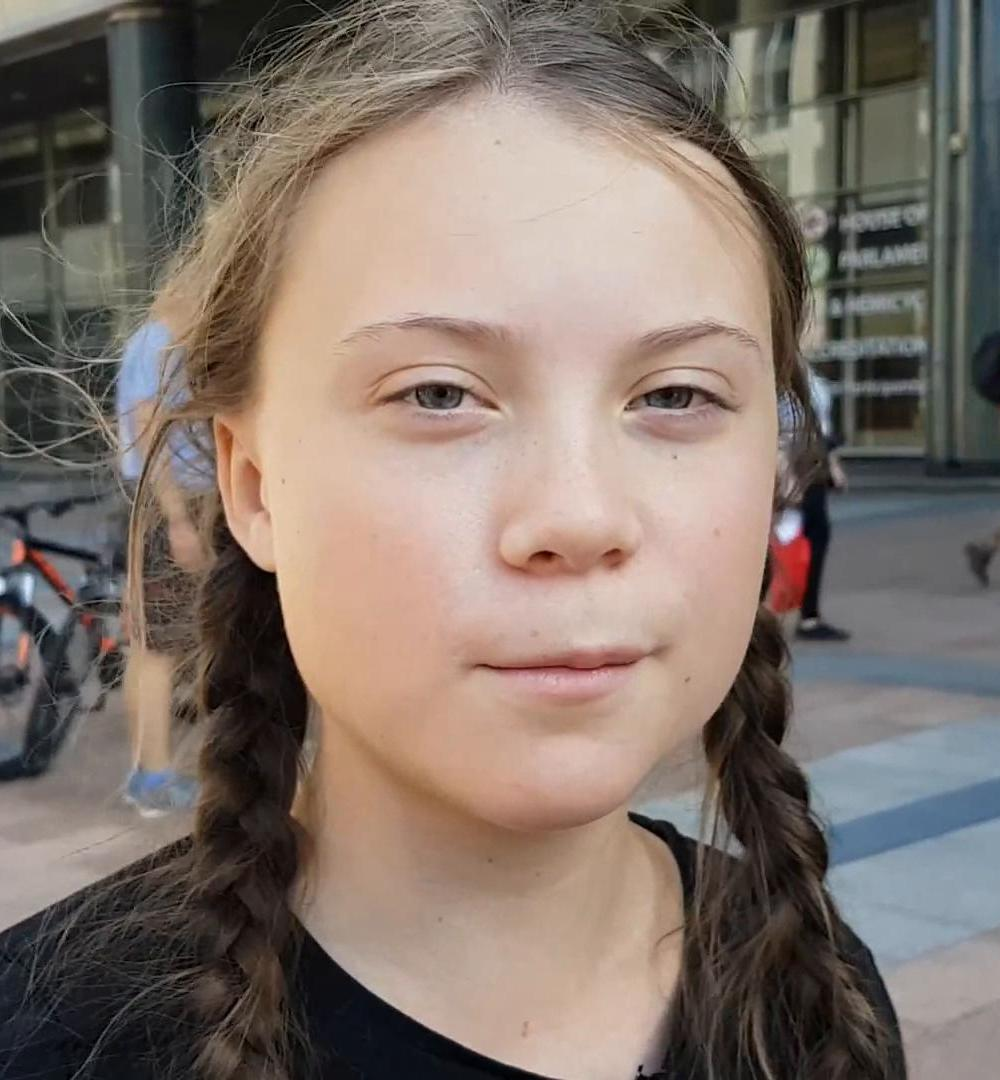
Greta Thunberg, 2018.

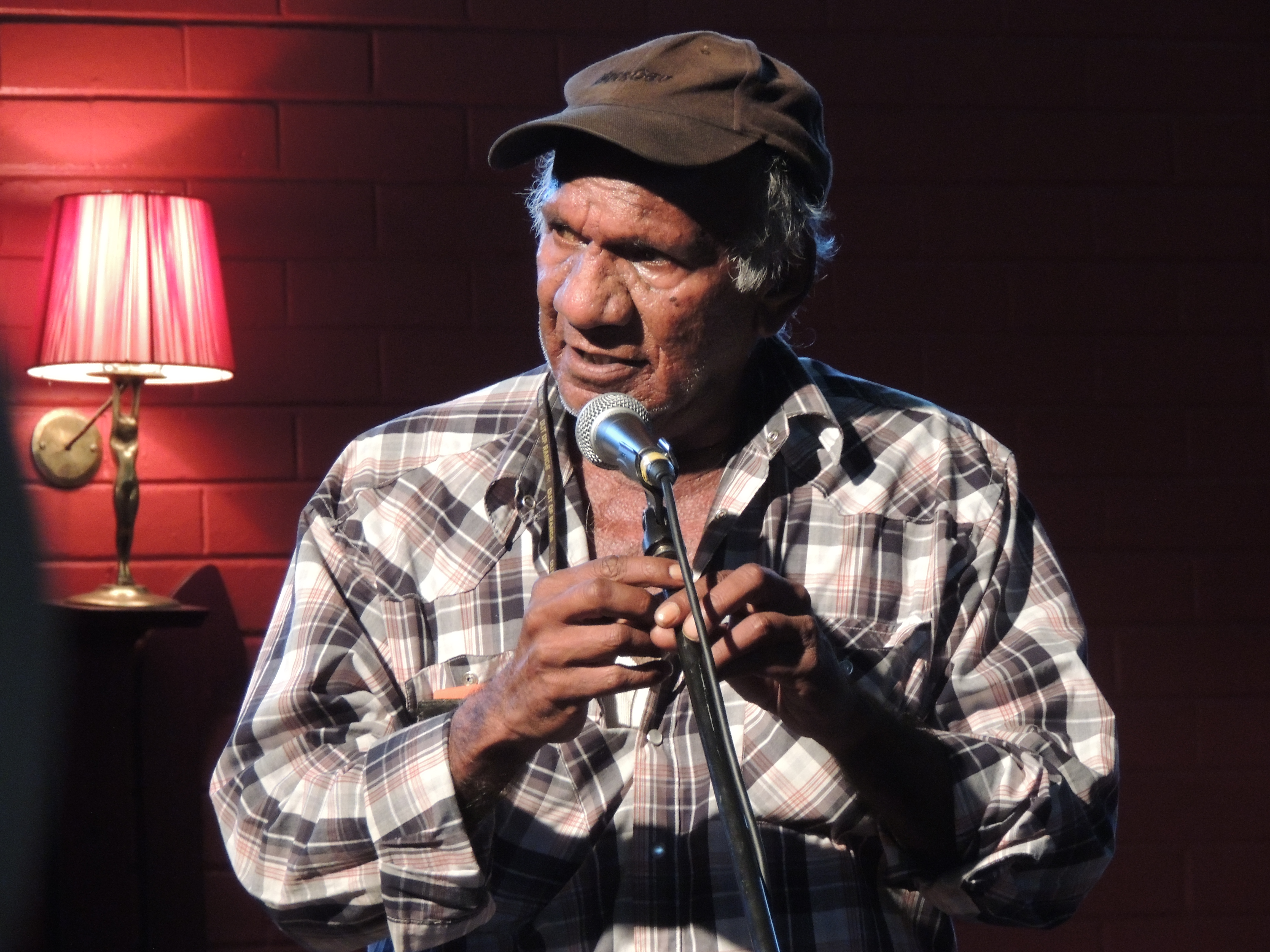
Kevin Buzzacott em Adelaide, 2014.

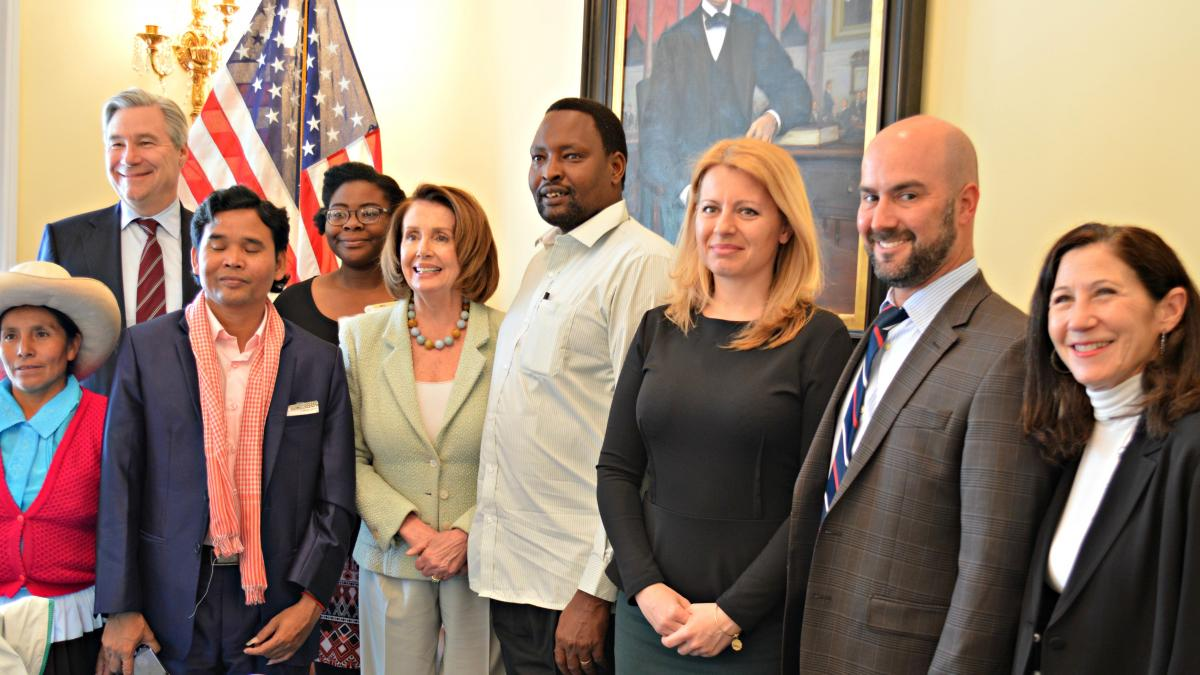
Nancy Pelosi se reúne com os ganhadores do Goldman Environmental Prize de 2016 - seis pessoas que causaram um impacto profundo em suas comunidades e em todo o mundo ao lutar pela justiça ambiental.

Alguns dos ambientalistas notáveis que atuaram ativamente pela proteção e conservação ambiental incluem:
- Mariano Abarca (ativista mexicano, assassinado em 2009)

- Edward Abbey (escritor, ativista, filósofo)

- Ansel Adams (fotógrafo, escritor, ativista)

- Bayarjargal Agvaantseren (conservacionista mongol)

- Qazi Kholiquzzaman Ahmad (ativista ambiental e economista de Bangladesh)

- David Attenborough (radialista, naturalista)

- John James Audubon (naturalista)

- Sundarlal Bahuguna (ambientalista)

- Seyyed Hossein Nasr (escritor, filósofo)

- Vic Barrett (ativista climático)

- Bartolomeu I de Constantinopla (sacerdote)

- David Bellamy (botânico)

- Ng Cho-nam (ambientalista e professor associado de geografia da Universidade de Hong Kong)

- Thomas Berry (padre, historiador, filósofo)

- Wendell Berry (fazendeiro, filósofo)

- Chandi Prasad Bhatt (ambientalista)

- Murray Bookchin (anarquista, filósofo, ecologista social)

- Wendy Bowman (ativista ambiental australiana)

- Stewart Brand (escritor, fundador do Whole Earth Catalog)

- David Brower (escritor, ativista)

- Molly Burhans (cartógrafa, ativista)

- Tahir Qureshi (ambientalista paquistanês)

- Lester Brown (ambientalista)

- Kevin Buzzacott (ativista aborígine)

- Michelle Dilhara (atriz)

- Helen Caldicott (médica)

- Joan Carling (defensora filipina dos direitos humanos)

- Rachel Carson (bióloga, escritora)

- Carlos III do Reino Unido (rei dos reinos da Commonwealth)

- Chevy Chase (comediante)

- Barry Commoner (biólogo, político)

- Mike Cooley (engenheiro, sindicalista)

- Jacques-Yves Cousteau (explorador, ecologista)

- Faiza Darkhani (ambientalista afegã, ativista dos direitos das mulheres e educadora)

- John Denver (músico)

- Usha Desai (médica e ambientalista indiana)

- Leonardo DiCaprio (ator)

- René Dubos (microbiologista)

- Paul R. Ehrlich (biólogo populacional)

- Hans-Josef Fell (membro do Partido Verde alemão)

- Jane Fonda (atriz)

- Rolf Gardiner (revivalista rural)

- Peter Garrett (músico, político)

- Al Gore (político, ex-vice-presidente dos Estados Unidos)

- Tom Hanks (ator)

- James Hansen (cientista)

- Rebecca Harrell Tickell (cineasta, atriz, ativista)

- Denis Hayes (ambientalista e defensor da energia solar)

- Nicolas Hulot (jornalista e escritor)

- Robert Hunter (jornalista, cofundador e primeiro presidente do Greenpeace)

- Tetsunari Iida (defensor da energia sustentável)

- Jorian Jenks (fazendeiro inglês)

- Kathy Jetn̄il-Kijiner (poeta e ativista climática)

- Huey D. Johnson (ambientalista)

- Naomi Klein (escritora, ativista)

- Winona LaDuke (ambientalista)

- A. Carl Leopold (fisiologista de plantas)

- Aldo Leopold (ecologista)

- Charles Lindbergh (aviador)

- James Lovelock (cientista)

- Amory Lovins (analista de políticas energéticas)

- Hunter Lovins (ambientalista)

- Mark Lynas (jornalista, ativista)

- Desmond Majekodunmi (ambientalista)

- Xiuhtezcatl Martinez (ativista)

- Peter Max (designer gráfico)

- Michael McCarthy (naturalista, jornalista de jornal, colunista de jornal e autor)

- Bill McKibben (escritor, ativista)

- David McTaggart (ativista)

- Mahesh Chandra Mehta (advogado, ambientalista)

- Chico Mendes (ativista)

- Nathan Méténier (ambientalista francês)

- George Monbiot (jornalista)

- Sergio Rossetti Morosini (naturalista, ativista)

- John Muir (naturalista, ativista)

- Luke Mullen (ator, cineasta, ambientalista, ativista)

- Hilda Murrell (botânica, ativista)

- Ralph Nader (ativista)

- Gaylord Nelson (político)

- Okefenokee Joe (cantor, compositor, apresentador de TV, ambientalista)

- Yolanda Ortiz (ambientalista argentina)

- Eugene Pandala (arquiteto, ambientalista, conservador de patrimônio natural e cultural)

- Medha Patkar (ativista)

- Alan Pears (consultor ambiental e pioneiro em eficiência energética)

- River Phoenix (ator, músico, ativista)

- Jonathon Porritt (político)

- Phil Radford (defensor do meio ambiente, da energia limpa e da democracia, diretor executivo do Greenpeace)

- Bonnie Raitt (musicista)

- Clovis Razafimalala (ambientalista malgaxe)

- Theodore Roosevelt (ex-presidente dos Estados Unidos)[22]

- Hakob Sanasaryan (bioquímico, ativista)

- Ken Saro-Wiwa (escritor, produtor de televisão, ativista)

- Shimon Schwarzschild (escritor, ativista)

- Vandana Shiva (ativista ambiental)

- Swami Sundaranand (iogue, fotógrafo, autor e montanhista)

- David Suzuki (cientista, radialista)

- Candice Swanepoel (modelo)

- Shōzō Tanaka (político e ativista)

- Saalumarada Thimmakka (ambientalista indiana)

- Henry David Thoreau (escritor, filósofo)

- Greta Thunberg (ativista)[23]

- Jo Valentine (político e ativista)

- Harvey Wasserman (jornalista, ativista)

- Paul Watson (ativista e palestrante)

- Franz Weber (ambientalista e ativista do bem-estar animal)

- Henry Williamson (naturalista, escritor)

- Wangari Maathai (ambientalista queniana, ganhadora do Prêmio Nobel)

- Aniebiet Inyang Ntui (professora nigeriana e defensora do meio ambiente)

- Vanessa Nakate (ativista da justiça climática da juventude de Uganda, Jovem Líder do ODS 13 da ONU)

- Nyombi Morris (jovem ativista ambiental de Uganda, ambientalista do futuro da CNN)

- Yusuf Baluch (ativista da justiça climática)

## Extensão
Nos últimos anos, não há apenas ambientalistas para o ambiente natural, mas também para o ambiente humano. Por exemplo, os ativistas que pedem um "espaço verde mental" ao se livrarem das desvantagens da Internet, da TV a cabo e dos smartphones foram chamados de "info-ambientalistas".